# 古代ローマの通貨
本項では、共和政ローマとローマ帝国の西半部における古代ローマの通貨について述べる。主な貨幣としては、アウレウス（金貨）、デナリウス（銀貨）、セステルティウス（青銅貨）、ドゥポンディウス（青銅貨）、アス（銅貨）がある。それらは紀元前3世紀の中ごろから紀元3世紀の中ごろまで使われた。
ギリシアに影響を受けた地域ではこれらの貨幣も流通したが、同時にその地方独自の貨幣も発行しており、それらを Roman provincial coins などと呼ぶ。
3世紀になると、デナリウス貨の代わりとして倍の価額の銀貨アントニニアヌス貨が発行されたが、ディオクレティアヌス帝が通貨改革を行った際に廃止され、新たにアルゲンテウス（銀貨）やフォリス（銀を混ぜた青銅貨）が発行された。通貨改革後、ローマの貨幣はソリドゥス金貨と小額の青銅貨が主となった。この傾向は西ローマ帝国の終焉ごろまで続いた。

## 硬貨鋳造の権限

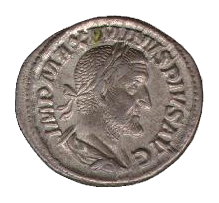
マクシミヌス帝時代のデナリウス貨

現代の硬貨とは異なり、古代ローマの硬貨には実態価値があった。貴金属を含んでいるが、硬貨の価値は含有する貴金属の量よりも高く、単なる貴金属ではなかった。例えばデナリウス貨の価値は含有する金属の価値の1.6倍から2.85倍と見積もられており、パンやワインや肉の価格で比較すると、ローマ帝国初期には現代の15USドル、ローマ帝国末期には29USドルに相当する価値があり、当時の地方軍人の日給はデナリウス貨1枚から3枚だった。
硬貨に関する文献の多くは、エジプトの乾燥した気候で保存されたパピルスの形で現存している。ディオクレティアヌス帝の通貨改革以前、エジプトでの造幣は既存のテトラドラクマ（4ドラクマ銀貨）を改鋳して行われていた。これらのテトラドラクマ貨はデナリウス貨と同じ価値とされていたが、その貴金属含有量はずっと低かった。明らかに、これらの硬貨の価値は日常の買い物には高額すぎて不便だったため、流通した全ての硬貨が貴金属を含有していたわけではない。硬貨には、実態価値を持つものと、象徴的価値しか持たないものの2種類が存在した。このため、共和政ローマ時代の青銅貨の造幣はまれにしか行われず、その量も不十分だった。スッラのころからアウグストゥスのころまで青銅貨は全く造幣されていない。また、青銅貨が造幣されたとしても、その品質はお粗末なものだった。
その後ローマ帝国時代になると、特定の金属の硬貨を造幣する部門ができた。各地方の役所は青銅貨の造幣を許されたが、銀貨の造幣は許されなかった。硬貨鋳造の権限についてカッシウス・ディオは「各都市は独自の造幣権や度量衡の制定権を持つべきではない。彼らは我々のものを使うべきだ」と記している。共和政期から帝国期前半においては、ローマだけで金貨や銀貨が造幣されていた。東部の属州では銀貨を造幣するところもあったが、それらはあくまでもその地方でのみ流通する硬貨だった。国家の経費は膨大であり、その支払いは高額の硬貨で行われたため、ローマの中央政府にとっては青銅貨のような小額の硬貨はほとんど用がなかった。紀元1世紀ごろ、1アスで買えるのは1ポンドのパンや1リットルの安ワインぐらいのものだった（ポンペイに残っている落書きによると、安い売春のサービスが1アスだった）。小額硬貨の重要性と必要性はローマの一般市民にとっては大きかったと思われる。その証拠に、クラウディウス帝時代の青銅貨の模造品がローマの許可を受けずに各地で大量に造幣されていた。政府は主に軍や役人への給料の支払いに硬貨を必要としていただけであり、青銅貨の需要を満たす必要性を感じていなかった。

## 硬貨の役割

### 共和政期の図像
硬貨は古代ローマの経済において流通を支えるという役目を果たしたと同時に、そこに描かれた図像や文字で意味や考え方を広めるという役目を持っていた。硬貨の図像の解釈は明らかに主観的なもので、細部に過剰にこだわることには批判もある。共和政初期の硬貨の図像はあまり多様性がなく、一般にローマ国家全体を表すものが描かれていた。硬貨にどういう図像を描くかを決定するのは tresviri monetales（三人の造幣者）と呼ばれる委員会であり、元老院を目指す若い政治家が務めた。この役職は紀元前289年に作られ、少なくとも紀元3世紀中ごろまで続いた。当初は名称通り3名だったが、共和政末期にユリウス・カエサルが4名に増員した。
最初のデナリウス貨の場合、表面にはローマの胸像、裏面には2輪または4輪のチャリオットに乗る神が描かれている。硬貨には造幣者の名はないが、制御用の小さな印や文字やモノグラムが刻まれていることがあり、それによってその硬貨についての責任者を示している。その後、モノグラムや印は造幣責任者の名前を略したものになっていった。さらに、造幣責任者は自身の一族の歴史に纏わる図像を硬貨に描くようになった。例えばセクストゥス・ポンペイウス・フォストゥルスは自身の先祖フォストゥルスが、ロームルスとレムスが母狼から授乳されている光景を見ているところを描いた。全ての硬貨に造幣責任者の先祖が描かれたわけではないが、時代が下るにつれてそのような硬貨が増えていった。自己宣伝的な図像を硬貨に描くことが多くなっていった背景には、共和政ローマにおける支配階級の競争が激化していったという事実がある。アウルス・ガビニウスの提案した法案レックス・ガビニアには、選挙における贈収賄を減らすために無記名投票を導入することも含まれていたが、これも当時の上流階級における競争の激化を物語っている。共和政時代の硬貨の図像は一般大衆に影響を与えようという意図はなく、あくまでも上流階級の闘争の道具でしかなかった。

### 帝国期の図像
ユリウス・カエサルが自身の肖像を硬貨に描かせたとき、硬貨の図像は新たな重要な段階に至った。それまでの造幣者が自身の祖先を硬貨に描いたのに対して、カエサルの硬貨は存命中の人物の肖像を描いた最初の硬貨だった。カエサル暗殺後も自分の肖像を硬貨に描かせる習慣は存続したが、ローマ皇帝は時折かつてのような神や典型的な主題を硬貨に描かせることもあった。ローマ帝国においては皇帝が国家とその方針の体現者であり、皇帝の肖像を硬貨に描くことには重要な意味があった。造幣責任者の名はアウグストゥスの治世の途中までは硬貨に刻まれていた。造幣責任者の役職は廃止されなかった。その職務内容の詳細は不明だが、帝国時代にも硬貨の図像にいくらかの影響力を持っていたと考えられている。
帝国期の硬貨の図像の中心は皇帝の肖像だった。硬貨は皇帝の肖像を帝国中に広める重要な手段だった。硬貨に描かれた皇帝の肖像は、神のような描き方をしたり、特定の神と結びつけるように描いたりすることで、皇帝を神のように見せたものが多い。ポンペイウスとの闘争の中で、カエサルは自身をウェヌスやアイネイアースの子孫であるかのように描いた硬貨をいくつも発行させた。特に自身を神のように描かせた皇帝としてはコンモドゥスが挙げられる。192年に彼が発行させた一連の硬貨では、表面に（ヘールクレースの描かれ方と同じ）ライオンの毛皮をまとった自身の胸像を描き、裏面には彼がローマに現れたヘールクレースだという文が刻まれていた。コンモドゥスの例は極端だが、そこには皇帝たちが硬貨に自身の肖像を描かせた目的が端的に現れている。皇帝自身の肖像が硬貨の表面の図像としては最も一般的だったが、同時にその後継者や前任者や皇后などの家族の一員もよく描かれた。皇位継承をスムーズに行うため、硬貨に後継者であることを明記するという方法が使われた。このような手法はアウグストゥスの時代から帝国の終焉まで使われ続けた。
紀元前44年に個人の肖像を硬貨に描くことが合法化されると、硬貨はその個人の特性を体現するようになった。カッシウス・ディオの『ローマ史』によれば、カリグラ帝の死後、元老院はカリグラ帝時代の硬貨を廃止し、それらを集めて溶かしたという。これが事実かどうかは不明だが、そのように言い伝えられているということは、当時硬貨の図像の意味とその重要性がどのようなものだったかを示している。哲学者エピクテトスは冗談めかして「そのセステルティウス貨には誰が描かれている? トラヤヌス? そいつをよこせ。ネロ? そいつは腐っているから使えない。だから捨てろ」と記している。エピクテトスは特定の肖像の硬貨を人々が捨てることを期待したわけではないと思われるが、この引用からローマ人が硬貨の肖像に道徳的価値観を付属させていたことを示している。帝国期には硬貨の表面はほとんど誰かの肖像だったが、裏面には遥かに多様なものが描かれた。共和政時代、特に内乱の一世紀には政治的メッセージがよく描かれていた。しかし帝国中期になると、中には重要な声明や政治的メッセージを描いたものもあったが、大多数は神やゲニウスの図像が描かれた。どういう神やゲニウスを描くかについては、その時の皇帝の方針に関連している場合もあるが、多くは任意だった。神やゲニウスは描かれ方が類型化されており、当時の人々は見ただけでそれがどの神あるいはゲニウスかがわかるため、その名前を硬貨に記さないことが多かった。
このような背景の中で、裏面に例外的な図像を描いた硬貨はよく目立っただろうと推測できる。変則的な裏面は戦争中や戦後に発行された硬貨に多く見られ、皇帝が何かを解放したとか、鎮圧したとか、講和を結んだといった事績を示していることが多い。中には明らかな宣伝とされる図像もある。例えば244年、ピリップス・アラブスはサーサーン朝ペルシアとの間に和平を結んだことを硬貨の裏面で宣伝したが、実際にはローマはペルシアに対して莫大な賠償金を支払っていた。
裏面の図像は多様すぎ、皇帝ごとにも違うため正確に一般化することは難しいが、ある傾向は存在する。例えば3世紀後半の軍人皇帝時代には、ほぼ全ての硬貨の裏面が神やゲニウスを描いたものだった。この独創性の欠如に対して、それらの皇帝が正統性を欠いていたため、硬貨の裏面を保守的なものにすることで自らの正統性を演出しようとしたとも言われている。

## ローマ硬貨のその後の歴史

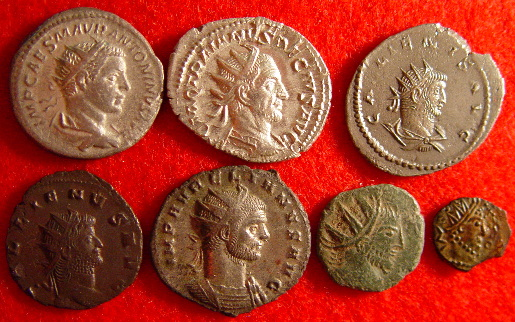
アントニニアヌス貨
1列目: ヘリオガバルス（銀 218年 - 222年）、デキウス（銀 249年 - 251年）、ガッリエヌス（ビロン 253年 - 268年 小アジアで造幣）
2列目: ガッリエヌス（銅 253年 - 268年）、アウレリアヌス（銀めっき、270年 - 275年）、barbarous radiate（銅）、barbarous radiate（銅）

ディオクレティアヌスの通貨改革後、発行される硬貨の種類ががらりと変わり、価値が激しく下落したアントニニアヌス貨に代わって様々な新貨幣が発行された。そして、異なる観念を伝えようと、全く新たな図像を用いた。ディオクレティアヌスはテトラルキア（四分治制）を導入し、4人の皇帝が帝国を4分割して統治した。硬貨の図像は皇帝を表す威厳のある大きな肖像とされた。この肖像は特定の皇帝を表したものではなく、皇帝の持つ権威を象徴的に表したものである。裏面は全てローマ（のゲニウス）に統一された。この新政府制度と貨幣制度の導入は、前世紀の戦乱と不安に覆われたローマに新たな平和をもたらそうというディオクレティアヌスの試みだった。ディオクレティアヌスは皇帝の一般的イメージを硬貨に描くことで、交換可能な権威であることを示した。また裏面にローマを描くことで、ローマ人の団結を強調しようとした。帝国後期の硬貨の裏面は一般的テーマが多く、かつてのような特定のゲニウスを描くことはなくなった。硬貨の裏面には、ローマの栄光、軍の栄光、蛮族への勝利、平和の回復、皇帝の偉大さといったテーマが多く見られるようになった。このような図像はキリスト教を国教とした後にも使われ続けた。ギリシア語でキリストの名を記したものなど、キリスト教を暗示する図像もまれに描かれたが、明確なキリスト教的図像は全く描かれなかった。コンスタンティヌス1世から帝国の終焉まで、硬貨の図像には特徴のない理想化された肖像や偉大さを表す一般的な声明が描かれた。
デナリウス貨は紀元前211年に登場してから紀元3世紀中ごろまでローマ経済の根幹を支えてきたが、その後徐々に銀の含有量が減らされていった。そして、それと同時にローマの経済力も低下していき、国力も低下していった。これらが同時に進行した理由は明らかではないが、一般に貴金属の保有量の低下（インドとの貿易でインドに銀貨が流出した）、国家財政の縮小、インフレの進行などが要因と考えられている。現存するパピルスによれば、ローマ兵士の給料はアウグストゥス治世下では年間900セステルティウスだったものがセプティミウス・セウェルス治世下では年間2000セステルティウスに増えているが、その間に穀物は3倍に値上がりしており、事実上の賃下げとなっていた。つまりこの間に軽度のインフレが既に起きていた。
硬貨の質が低下していったもう1つの原因は、貴金属産出量の低下である。イタリア半島には安定して貴金属を産出する鉱山がなく、貴金属は帝国内の他の地域の鉱山に依存していた。ローマは領土を拡大することで新たな鉱山を獲得し、年貢または税としてその産物を取り上げることで貴金属を確保していた。帝国の拡大が止まると、ギリシアやスペインで新たな銀山を開発したり、古い硬貨を溶かすことで新たな造幣のための銀を確保していた。新たに外部から貴金属が流入せず、膨大な戦費を賄い続けなければならない状況では、硬貨の質を落として改鋳し続ける以外に方法がなかった。また、穀物や日用品を輸入に頼っていたため、貿易赤字により通貨がローマから流出していった。
当初、デナリウス貨は重量が約4.5グラムで、ほぼ純銀だった。これは理論上の標準であり、現実は必ずしも理論通りではないが、共和政時代は戦時中を除いてほぼこの水準を維持した。戦時中は軍需品を賄い兵に給料を支払う必要があるため、造幣時に硬貨の質を落とすことが多かった。例えば、マルクス・アントニウスはオクタウィアヌスとの戦いで軍を賄うため質を落としたデナリウス貨を造幣した。そのデナリウス貨は通常よりも直径が若干小さく、銀の含有量はかなり低い。表面にはガレー船とアントニウスの名が描かれ、裏面には発行先の軍団名が描かれている。興味深いことにこのデナリウス貨は発行から200年後にも流通していた。これは銀の含有量が低いためグレシャムの法則が働いたためである。その後デナリウス貨の銀含有量は4グラムで安定していたが、紀元64年に皇帝ネロが改鋳を行い、3.8グラムに減らした。これはローマ大火後のローマ再建に莫大な費用がかかったためと思われる。
その後もデナリウス貨は徐々に銀含有量が減らされていった。特にセプティミウス・セウェルスの行った改鋳で大きく減らされている。それに続いて2デナリウスの価値とされた新たな硬貨（皇帝の放射状の冠を描いてデナリウス貨と区別した）を発行した。この硬貨はカラカラ帝が215年までに発行したことから、その本名にちなんで貨幣研究家らからアントニニアヌス貨と呼ばれている。名目上は2デナリウス相当とされたが、アントニニアヌス貨の銀含有量はデナリウス貨の1.6倍以下しかなかった。重さを量ればそれがデナリウス貨の1.5倍程度だということは明らかだが、これを市民がどう受け止めたかは定かではない。アントニニアヌス貨の造幣量が増えると同時にデナリウス貨の造幣量が減らされ、3世紀中ごろにデナリウス貨の大量造幣が行われなくなった。ここでも戦乱の時代に硬貨の質が低下させられている。3世紀後半は戦乱が続き、銀の産出がほとんど止まったため、アントニニアヌス貨の銀含有量はわずか2%にまで低下した。この間、アウレウス金貨は質をある程度維持していたが、ディオクレティアヌスの貨幣改革のころにはそちらも小さくなり質が悪くなっていた。
ほとんど銀を含まない状態になっていたアントニニアヌス貨に対して、274年アウレリアヌスが貨幣改革を行った。アントニニアヌス貨の標準を銅20に対して銀1という含有率と定め、それを示す文字（ラテン語では XXI、ギリシア語では KA）を硬貨に表示した。それにも関わらず銀の含有量は減っていき、ディオクレティアヌスがさらなる貨幣改革を行うことになった。四分治制に加えてディオクレティアヌスは次のような造幣基準を設けた。すなわち、金貨の重量を60分の1ポンドとし、ネロ帝のころのデナリウス貨と同じ銀含有率の新たな硬貨アルゲンテウスを作り、さらに新たに2%の銀を含有する大きな銅貨を作った。ディオクレティアヌスはまた301年に最高価格の勅令 (en) を発し、商品やサービスの上限価格を法律で制限しようとした。しかしその最高価格を実際に守らせることは不可能であり、インフレを抑制する試みは失敗に終わった。この勅令では全ての価格をデナリウス貨の枚数で指定していたが、デナリウス貨は50年以上もの間造幣されていなかった（青銅貨であるフォリス貨が12.5デナリウスに相当したと言われている）。それ以前の通貨改革と同様、この場合も金貨と青銅貨を中心とする不確かな貨幣が主に流通するようになっていった。様々な大きさの青銅貨については詳細が不明であり、市場で大きく価値が変動したとされている。

## 各種硬貨の相対的価値
|                  | デナリウス | セステルティウス | ドゥポンディウス | アス  | セミス | トリエンス | クォドランス | クィンクンクス |
| ---------------- | ---------- | ---------------- | ---------------- | ----- | ------ | ---------- | ------------ | -------------- |
| デナリウス       | 1          | 4                | 5                | 10    | 20     | 30         | 40           | 24             |
| セステルティウス | 1⁄4        | 1                | 1 1⁄4            | 2 1⁄2 | 5      | 7 1⁄2      | 10           | 6              |
| ドゥポンディウス | 1⁄5        | 4⁄5              | 1                | 2     | 4      | 6          | 8            | 4 4⁄5          |
| アス             | 1⁄10       | 2⁄5              | 1⁄2              | 1     | 2      | 3          | 4            | 2 2⁄5          |
| セミス           | 1⁄20       | 1⁄5              | 1⁄4              | 1⁄2   | 1      | 1 1⁄2      | 2            | 1 1⁄5          |
| トリエンス       | 1⁄30       | 2⁄15             | 1⁄6              | 1⁄3   | 2⁄3    | 1          | 1 1⁄3        | 4⁄5            |
| クォドランス     | 1⁄40       | 1⁄10             | 1⁄8              | 1⁄4   | 1⁄2    | 3⁄4        | 1            | 3⁄5            |
| クィンクンクス   | 1⁄24       | 1⁄6              | 5⁄24             | 5⁄12  | 5⁄6    | 1 1⁄4      | 1 2⁄3        | 1              |

|                          | アウレウス | クィナリウス・アウレウス | デナリウス | クィナリウス | セステルティウス | ドゥポンディウス | アス | セミス | クォドランス |
| ------------------------ | ---------- | ------------------------ | ---------- | ------------ | ---------------- | ---------------- | ---- | ------ | ------------ |
| アウレウス               | 1          | 2                        | 25         | 50           | 100              | 200              | 400  | 800    | 1600         |
| クィナリウス・アウレウス | 1⁄2        | 1                        | 12 1⁄2     | 25           | 50               | 100              | 200  | 400    | 800          |
| デナリウス               | 1⁄25       | 2⁄25                     | 1          | 2            | 4                | 8                | 16   | 32     | 64           |
| クィナリウス             | 1⁄50       | 1⁄25                     | 1⁄2        | 1            | 2                | 4                | 8    | 16     | 32           |
| セステルティウス         | 1⁄100      | 1⁄50                     | 1⁄4        | 1⁄2          | 1                | 2                | 4    | 8      | 16           |
| ドゥポンディウス         | 1⁄200      | 1⁄100                    | 1⁄8        | 1⁄4          | 1⁄2              | 1                | 2    | 4      | 8            |
| アス                     | 1⁄400      | 1⁄200                    | 1⁄16       | 1⁄8          | 1⁄4              | 1⁄2              | 1    | 2      | 4            |
| セミス                   | 1⁄800      | 1⁄400                    | 1⁄32       | 1⁄16         | 1⁄8              | 1⁄4              | 1⁄2  | 1      | 2            |
| クォドランス             | 1⁄1600     | 1⁄800                    | 1⁄64       | 1⁄32         | 1⁄16             | 1⁄8              | 1⁄4  | 1⁄2    | 1            |

|                | ソリドゥス | アルゲンテウス | ヌムス | Radiate | Laureate | デナリウス |
| -------------- | ---------- | -------------- | ------ | ------- | -------- | ---------- |
| ソリドゥス     | 1          | 10             | 40     | 200     | 500      | 1000       |
| アルゲンテウス | 1⁄10       | 1              | 4      | 20      | 50       | 100        |
| ヌムス         | 1⁄40       | 1⁄4            | 1      | 5       | 12 1⁄2   | 25         |
| Radiate        | 1⁄200      | 1⁄20           | 1⁄5    | 1       | 2 1⁄2    | 5          |
| Laureate       | 1⁄500      | 1⁄50           | 2⁄25   | 2⁄5     | 1        | 2          |
| デナリウス     | 1⁄1000     | 1⁄100          | 1⁄25   | 1⁄5     | 1⁄2      | 1          |

|              | ソリドゥス | ミリアレンセ | シリクア | フォリス | ヌムス |
| ------------ | ---------- | ------------ | -------- | -------- | ------ |
| ソリドゥス   | 1          | 12           | 24       | 180      | 7200   |
| ミリアレンセ | 1⁄12       | 1            | 2        | 15       | 600    |
| シリクア     | 1⁄24       | 1⁄2          | 1        | 7 1⁄2    | 300    |
| フォリス     | 1⁄180      | 1⁄15         | 2⁄15     | 1        | 40     |
| ヌムス       | 1⁄7200     | 1⁄600        | 1⁄300    | 1⁄40     | 1      |